# Bahnhof Stuttgart-Münster
Der Bahnhof Stuttgart-Münster liegt am Streckenkilometer 5,209 der Bahnstrecke Stuttgart-Untertürkheim–Kornwestheim und ist ein selten bedienter Bahnhof im Stadtgebiet von Stuttgart. Der Code im Betriebsstellenverzeichnis lautet „TSM“. Von 1926 bis 2000 hatte außerdem die mit Gleichstrom elektrifizierte Industriebahn Münster–Cannstatt ihren Ausgangspunkt in Münster, womit die Station zwischen 1933 und 1963 Systemwechselbahnhof war.

## Geschichte
Bei Eröffnung der Güterumgehungsbahn am 30. September 1896 wurde, etwa in der Hälfte der Strecke, oberhalb der Gemeinde Münster am Neckar, die vorerst einzige Zwischenstation eingerichtet. Sie ermöglichte Zugkreuzungen auf der zu jener Zeit nur eingleisigen Trasse. Das heute noch bestehende Empfangsgebäude ist ein württembergischer Einheitsbahnhof des Typs IIIa, der auf der südlichen Seite einen einstöckigen Anbau erhielt. Im Erdgeschoss befanden sich Dienst- und Warteräume. Im Ober- und Dachgeschoss waren zwei Wohnungen für Bahnbedienstete. Auch der Güterschuppen neben dem Empfangsgebäude ist noch erhalten.
Zu Beginn des 20. Jahrhunderts war wegen des rasant ansteigenden Güterverkehrs die Erweiterung um ein zweites Streckengleis für die Strecke unausweichlich. So entstanden 1903 Pläne, den Stuttgarter Hauptbahnhof und den Nordbahnhof mit dem Bahnhof Münster zu verbinden und ihn zu einem Rangierbahnhof auszubauen. Laut damaliger Meinung von Sachverständigen ersparten sich die Königlich Württembergischen Staats-Eisenbahnen auf diese Weise den viergleisigen Ausbau der Nordbahn bis Kornwestheim. Neben Güterzügen sollten auch Fernzüge über die Münsterlinie umgeleitet werden. Im Januar 1904 rieten Gutachter der Staatsbahn von diesem Projekt ab.
Die Befürworter der Münsterlinie überarbeiteten 1906 ihre Entwürfe. Aber auch der neue Vorschlag für einen Rangierbahnhof in der Nähe des bestehenden Bahnhofs wurde als nicht vorteilhaft genug angesehen.
Als Folge der Eingemeindung von Münster in die Stadt Stuttgart am 1. Juli 1931 erhielt der Bahnhof am 1. August 1931 seine heutige Bezeichnung Stuttgart-Münster. Am 1. Juni 1933 begann im Rahmen des Stuttgarter Vorortverkehrs der elektrische Betrieb zwischen Stuttgart-Untertürkheim und Kornwestheim.

## Bahnbetrieb

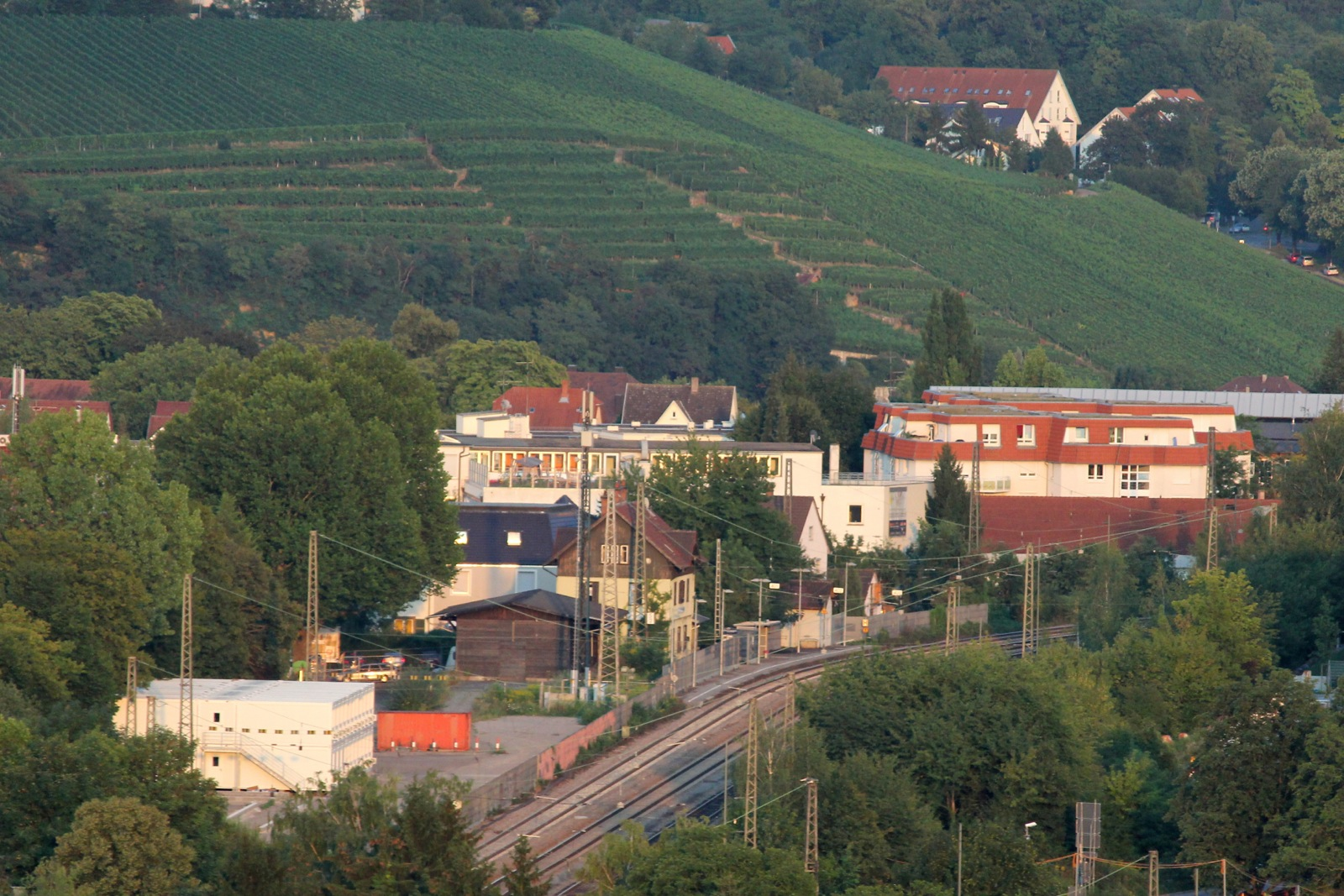
Übersicht über die Bahnhofsanlage, vom Schnarrenberg aus gesehen

Der Bahnhof wird lediglich werktags in den Hauptverkehrszeiten durch einzelne Regionalbahn-Züge der Linie RB 11 von DB Regio bedient. Auf Gleis 1, das als einziges über einen Bahnsteig verfügt, halten sowohl die Züge in Richtung Kornwestheim als auch die in Richtung Untertürkheim. Die übrigen Gleise dienen durchfahrenden Zügen oder der Abstellung von Güterwagen.
Der Bahnhof Münster ist im Personenverkehr der niedrigsten Preisklasse 7 zugeordnet.

### Ausblick
Im Zuge des Projektes „Stuttgart 21“ sollten – nach dem Planungsstand 2019 – im Bahnhof Münster Gleise zurückgebaut, vier Abstellgleise am südöstlichen Teil der Anlage sowie ein Betriebsgebäude errichtet werden. Kritiker bemängeln, dass bei einem Angebotsausbau des Personenverkehrs auf der Schusterbahn kein zweiter Bahnsteig errichtet werden könne.
Der Bahnhof sollte bis 2025 in den Digitalen Knoten Stuttgart integriert werden. Er gehört dabei zum Stell- und RBC-Bereich Untertürkheim, der von einem in Waiblingen entstehenden Bedien- und Technikstandort gesteuert werden soll. Er soll dabei mit ETCS Level 2 und zusätzlicher konventioneller Ks-Signalisierung ausgerüstet werden. Die Inbetriebnahme des Stellwerks sowie ETCS wurde im Juni 2024 auf Juli 2026 verschoben.
Im Ostkopf des Bahnhofs soll ein neuer Gleisanschluss für die Firma Fischer-Weilheim entstehen. Ein seit Mitte der 1960er Jahre nicht genutzter Gleisanschluss soll dabei reaktiviert werden.